# Pablo Alborán (album)
Pablo Alborán è il primo ed eponimo album in studio del cantautore spagnolo Pablo Alborán, pubblicato nel 2011.

## Tracce
1. Solamente tú – 4:08
2. Miedo – 3:44
3. Vuelve conmigo – 3:59
4. Caramelo – 4:22
5. Volver a empezar – 3:28
6. Me colé por la puerta de atrás – 3:27
7. Desencuentro – 3:57
8. Perdóname (featuring Carminho) – 4:11
9. Ladrona de mi piel – 3:38
10. Loco de atar – 3:35
11. Desencuentro (featuring Estrella Morente) – 3:57
12. Solamente tú (featuring Diana Navarro) – 4:07

## Classifiche
| Classifica (2011)            | Posizione massima |
| ---------------------------- | ----------------- |
| Messico                      | 50                |
| Portogallo                   | 6                 |
| Spagna                       | 1                 |
| Stati Uniti Top Latin Albums | 55                |